# Louis Winslow Austin
Louis Winslow Austin (30 de outubro de 1867 — 27 de junho de 1932) foi um físico estadunidense.
Conhecido por pesquisas em transmissão de rádio a longas distâncias.